# Michael Albasini

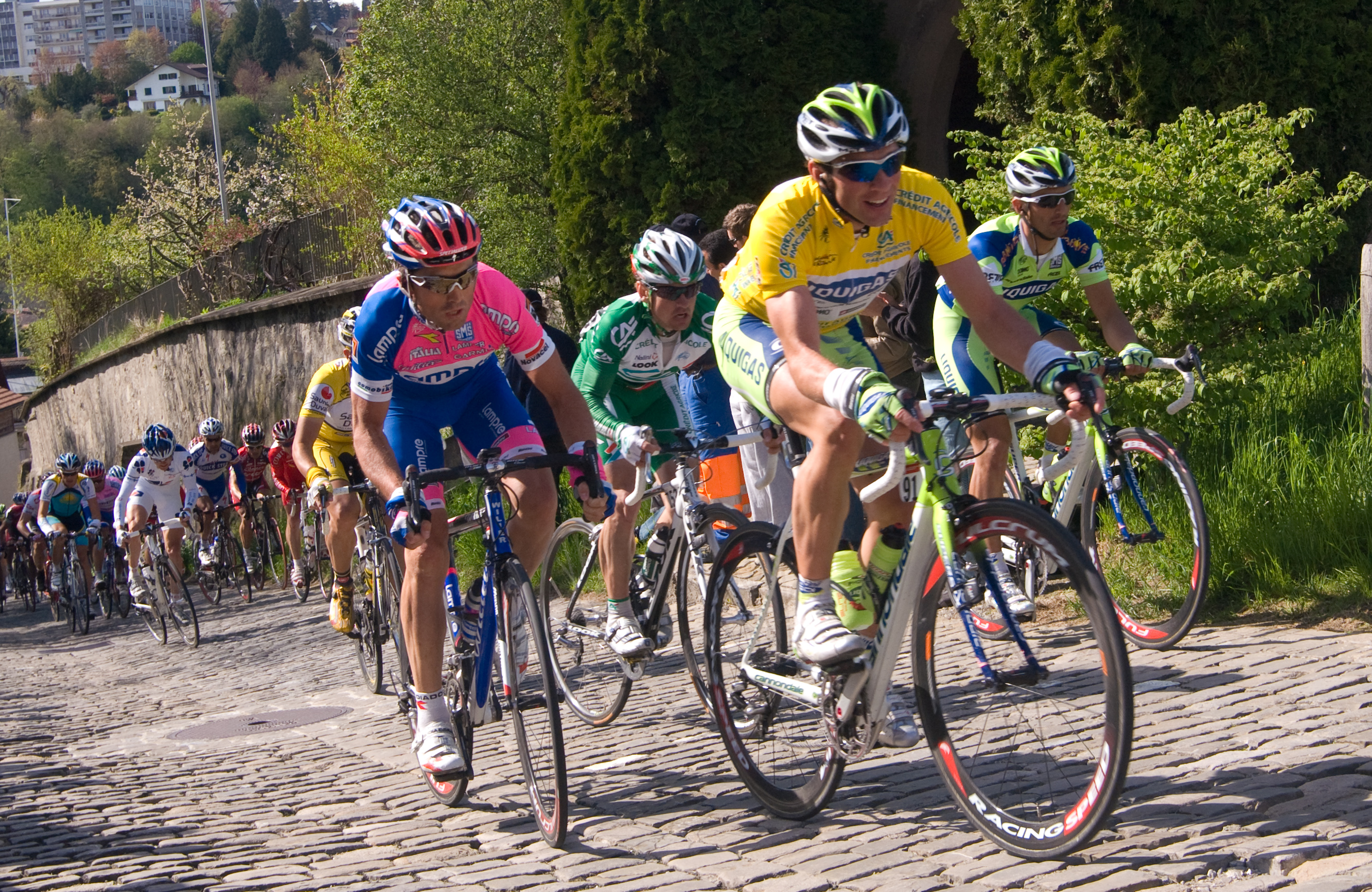
Michael Albasini, de groc, al Tour de Romandia del 2008

Michael Albasini 20 de desembre de 1980) és un ciclista suís, professional des de 2003 fins al 2020.
El seu principal èxit esportiu és la victòria en la Volta a Catalunya de 2012, gràcies a una escapada realitzada en la primera etapa i afavorit per la suspensió de l'etapa reina d'aquella edició per culpa de la intensa nevada que afectà els corredors i que no els va permetre arribar fins a Port Ainé.
El 2011 guanyà una etapa en la Volta a Espanya i ha guanyat etapes en diverses de les curses d'una setmana més importants del circuit UCI World Tour.

## Palmarès
- 2002
  - Campió d'Europa en ruta sub-23
- 2003
  - 1r al Stadtkriterium Thun
- 2005
  - Vencedor d'una etapa a la Volta a Suïssa i 1r de la classificació dels esprints
- 2006
  - Vencedor del Gran Premi de la muntanya de la Volta a Suïssa
- 2007
  - Vencedor d'una etapa al Circuit de La Sarthe
- 2008
  - Vencedor d'una etapa a la Volta a Luxemburg
- 2009
  - 1r a la Volta a Àustria i vencedor d'una etapa
  - Vencedor d'una etapa a la Volta a Euskadi
  - Vencedor d'una etapa a la Volta a Suïssa
- 2010
  - 1r a la Volta a la Gran Bretanya i vencedor d'una etapa
- 2011
  - 1r al Gran Premi del cantó d'Argòvia
  - Vencedor d'una etapa de la Volta a Espanya
  - Vencedor d'una etapa de la Volta a Baviera
- 2012
  -  1r a la Volta a Catalunya i vencedor de 2 etapes
  - Vencedor d'una etapa a la Volta a Suïssa
- 2013
  - Vencedor d'una etapa a la París-Niça
  - 1r al Gran Premi del cantó d'Argòvia
- 2014
  - 1r a les Tre Valli Varesine
  - Vencedor de 3 etapes al Tour de Romandia
- 2016
  - Vencedor d'una etapa al Tour de Romandia
- 2017
  - 1r a la Coppa Agostoni
  - 1r al Trittico Lombardo
  - Vencedor d'una etapa a la Volta al País Basc
  - Vencedor d'una etapa al Tour de Romandia
- 2018
  - 1r al Tour dels Fiords i vencedor d'una etapa

### Resultats al Tour de França
- 2005. 145è de la classificació general
- 2006. 117è de la classificació general
- 2007. 59è de la classificació general
- 2012. 110è de la classificació general
- 2013. 86è de la classificació general
- 2014. 70è de la classificació general
- 2015. No surt (6a etapa)
- 2016. 132è de la classificació general
- 2017. 98è de la classificació general

### Resultats al Giro d'Itàlia
- 2004. 88è de la classificació general
- 2010. 123è de la classificació general

### Resultats a la Volta a Espanya
- 2009. Abandona (11a etapa)
- 2011. 123è de la classificació general. Vencedor d'una etapa
- 2018. 118è de la classificació general